# Isidoro Leggio
Isidoro Leggio (* 14. Dezember 1737 in Sant’Angelo a Fasanella; † 18. Juli 1801 in Cirò) war ein italienischer Ordensgeistlicher und der letzte Bischof des römisch-katholischen Bistums Umbriatico in Kalabrien (Italien). Nach einer Sedisvakanz wurde das Bistum Umbriatico 1818 mit dem Bistum Cariati vereinigt und aufgelöst.

## Leben
Isidoro Leggio wurde am 14. Dezember 1737 in Sant’Angelo a Fasanella in der Provinz Salerno (Region Kampanien, Italien) geboren. Am 3. Juni 1756 trat er in die Ordensgemeinschaft „Kongregation des Heiligsten Erlösers“ (lat.: Congregatio Sanctissimi Redemptoris, Ordenskürzel: C.Ss.R) ein; die Mitglieder dieser Ordensgemeinschaft werden im Deutschen auch Redemptoristen genannt. Am 21. März 1761 wurde er zum Priester geweiht. Das Domkapitel von Umbriatico wählte ihn am 31. Oktober 1797 zum neuen Bischof von Umbriatico. Papst Pius VI. bestätigte ihn am 18. Dezember 1797. Am 21. Dezember 1797 wurde er durch Kardinal Francisco Antonio de Lorenzana y Butrón, Erzbischof von Toledo zum Bischof geweiht. Mitkonsekratoren waren (Titular-)Erzbischof Nicola Buschi von Ephesus und (Titular-)Bischof  Simone de Magistris von Cyrene. Die Bischöfe von Umbriatico residierten aber seit dem 16. Jahrhundert nicht mehr in Umbriatico, sondern hatten einen Bischofspalast in Cirò und eine Residenz am Meer. Isidoro Leggio starb am 18. Juli 1801 in Cirò. Der Bischofssitz blieb dann bis zur Auflösung des Bistums Umbriatico und der Vereinigung des Bistumsgebietes mit dem Bistum Cariati im Jahr 1818 vakant. Während dieser Zeit wurde das Bistum von den Kapitularvikaren Saverio Giuranna, Gennaro Paladini, Saverio Cosmo und Pietro Martucci verwaltet.